# Zharkovski
Zharkovski (ruso: Жарко́вский) es un asentamiento de tipo urbano de Rusia perteneciente a la óblast de Tver. A efectos de desconcentración administrativa de los órganos federales y de la óblast, es la capital del raión homónimo. Sin embargo, a efectos de autogobierno local es desde 2022 la sede de un ókrug municipal, en el que un solo ayuntamiento con sede en el asentamiento extiende su jurisdicción sobre todo el raión.
En 2021, el asentamiento tenía una población de 2952 habitantes.
Se ubica a orillas del río Mezhá, a medio camino entre Oziorni y Západnaya Dviná sobre un camino rural.

## Historia
Fue fundado por la Unión Soviética en la década de 1920, para establecer un centro urbanizado de producción de madera en el lugar que hasta entonces ocupaban las aldeas dispersas de Zharki, Borki y Volnushki. Su desarrollo industrial comenzó en la década de 1930, cuando se abrió aquí una estación del ferrocarril de Moscú a Riga. En 1945, se estableció en su poblado ferroviario una de las capitales distritales de la recién fundada óblast de Velíkiye Luki. En 1950 se agruparon en un solo núcleo de población varias localidades, definiendo el territorio de la actual Zharkovski como la capital distrital con estatus de asentamiento de tipo urbano. Desde 1957, el asentamiento quedó definitivamente incluido en la óblast de Kalinin. En el censo de 1970 llegó a tener casi ocho mil habitantes, pero desde entonces ha sufrido un fuerte éxodo rural como consecuencia de su excesiva dependencia de la industria maderera.